# Oberfembach
Oberfembach ist ein Gemeindeteil der Gemeinde Hagenbüchach im Landkreis Neustadt an der Aisch-Bad Windsheim (Mittelfranken, Bayern). Oberfembach liegt in der Gemarkung Hagenbüchach.

## Geografie
Das Dorf liegt am Fembach. 0,25 km südöstlich liegt das Mühlholz, 0,25 km südwestlich der Güterwald und 1 km nördlich die Brandleiten. Eine Gemeindeverbindungsstraße führt nach Hagenbüchach zur Kreisstraße NEA 19 (2 km nördlich) bzw. nach Kirchfembach zur Kreisstraße FÜ 11 (1,7 km östlich). Eine weitere Gemeindeverbindungsstraße führt zu einer Straße (1 km südwestlich), die nach Langenzenn zur FÜ 11 (1,8 km südöstlich) bzw. zur Bundesstraße 8 verläuft (1,2 km nordwestlich). Ein Wirtschaftsweg führt zur Erlachsmühle (0,8 km westlich).

## Geschichte
Der Ort wurde 1361/64 im burggräflichen Salbuch als „Oberfendbach“ erstmals schriftlich erwähnt.
Gegen Ende des 18. Jahrhunderts gab es in Oberfembach 9 Anwesen (2 Höfe, 1 Dreiviertelhof, 2 Halbhöfe, 1 Viertelhof, 2 Güter, 1 Haus). Das Hochgericht übte das brandenburg-bayreuthische Fraischvogteiamt Emskirchen-Hagenbüchach aus. Die Dorf- und Gemeindeherrschaft und Grundherrschaft über alle Anwesen hatte das Vogtamt Hagenbüchach.
Von 1797 bis 1810 unterstand der Ort dem Justizamt Markt Erlbach und Kammeramt Emskirchen. Im Rahmen des Gemeindeedikts wurde Oberfembach dem 1811 gebildeten Steuerdistrikt Hagenbüchach und der 1813 gegründeten Ruralgemeinde Hagenbüchach zugeordnet. Mit dem Zweiten Gemeindeedikt (1818) wurde es in die Ruralgemeinde Kirchfembach umgemeindet. Bereits am 8. November 1824 wurde es wieder nach Hagenbüchach umgemeindet.

### Ehemaliges Baudenkmal
- Haus Nr. 14: eingeschossiges Wohnstallhaus mit hohem gemauertem Kellergeschoss; Fachwerkgiebel mit K-Streben, Schwellbalken mit Schrägklötzchenfries 18. Jahrhunderts; im 19. Jahrhundert durch  Ausbau des ersten Dachgeschosses (erkerartige Fachwerkaufbauten) verändert[9]

### Einwohnerentwicklung
| Jahr      | 001818 | 001840 | 001861 | 001871 | 001885 | 001900 | 001925 | 001950 | 001961 | 001970 | 001987 | 002010 | 002020 |
| Einwohner | 95     | 87     | 95     | 82     | 81     | 90     | 89     | 120    | 108    | 109    | 125    | 119    | 111    |
| Häuser    | 15     | 14     |        |        | 16     | 16     | 18     | 20     | 22     |        | 33     |        |        |
| Quelle    | [ 11 ] | [ 12 ] | [ 13 ] | [ 14 ] | [ 15 ] | [ 16 ] | [ 17 ] | [ 18 ] | [ 19 ] | [ 20 ] | [ 21 ] |        | [ 1 ]  |

## Religion
Der Ort ist seit der Reformation evangelisch-lutherisch geprägt und bis heute nach St. Kilian (Hagenbüchach) gepfarrt. Die Einwohner römisch-katholischer Konfession waren ursprünglich nach St. Michael (Wilhermsdorf) gepfarrt, heute ist die Pfarrei St. Marien (Langenzenn) zuständig.